# Deutscher Schulverein

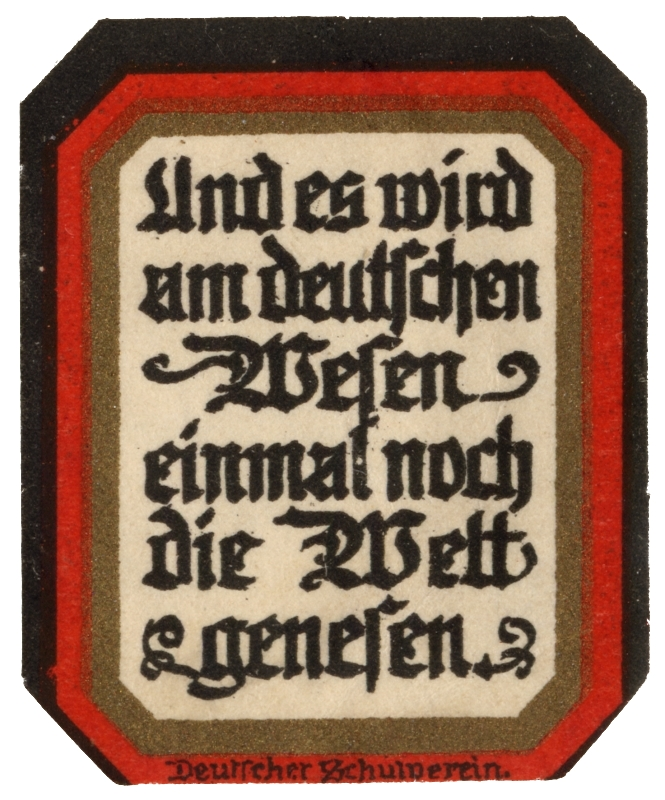
Propagandaverschlussmarke des Deutschen Schulvereins aus der Zeit des Ersten Weltkriegs

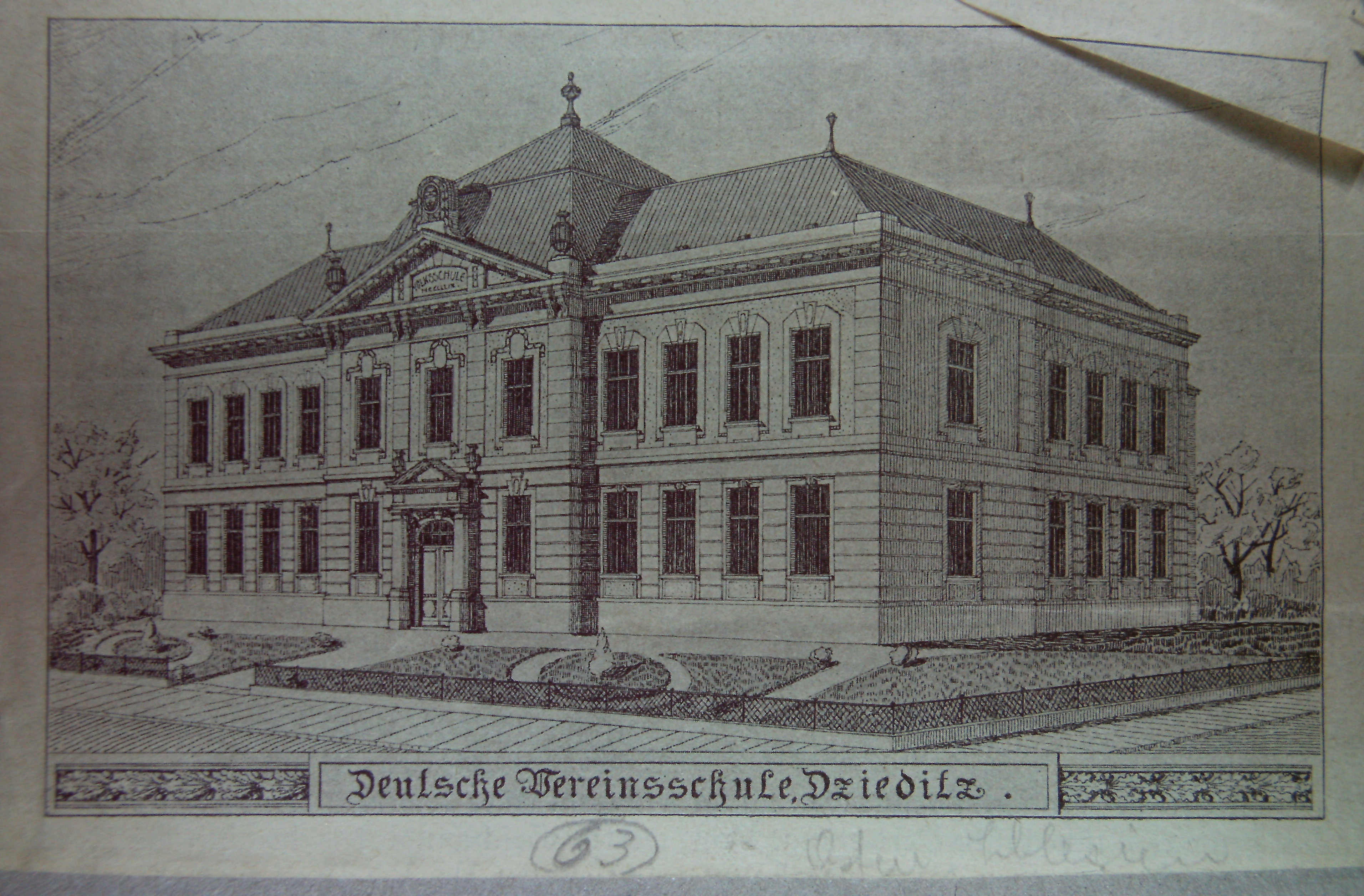
Schule des Deutschen Schulvereins in Dziedzice (Polen)

Deutscher Schulverein (DSchV) war der Name eines sogenannten Schutzvereins der Deutschen in allen Kronländern der Österreichischen Reichshälfte.

## Ziele
Der Deutsche Schulverein bzw. der Deutsche Schulverein Südmark unterstützte aktiv die Stärkung des Grenz- und Auslandsdeutschtums. Er war vor allem in Böhmen, Mähren, Österreichisch-Schlesien, in Galizien und der Bukowina, der Untersteiermark, Krain und im Küstenland tätig. Ferner wirkte er in Süd- und Welschtirol.
Die Gebiete, die zur Ungarischen Reichshälfte gehörten (Ungarn, Siebenbürgen, Slowakei, Kroatien und Slawonien), überließ der Deutsche Schulverein der Berliner Schwesterorganisation.

## Geschichte

### Gründung

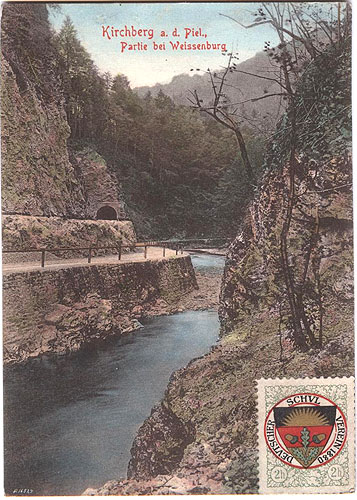
Ansichtskarte aus der Weißenburggegend von 1907 mit einer Marke des Deutschen Schulvereins

Der Deutsche Schulverein wurde am 13. Mai 1880 infolge der cisleithanischen  Sprachverordnungen gegründet.
Seit Dezember 1879 hatte ein Komitee, dem unter anderem Otto Steinwender, Heinrich Friedjung, Victor Adler und Engelbert Pernerstorfer angehörten, geprüft, ob die deutsche Sprache in den cisleithanischen Ländern zurückgedrängt würde. Konkreter Anlass dazu war eine Schrift eines Priesters aus Proveis am Deutschnonsberg in Tirol, der eine Verdrängung des Deutschen in dieser Region beklagte. Im Komitee kam schließlich der Gedanke zur Gründung des Deutschen Schulvereins auf.
Laut Gründungsaufruf sollte das oberste Ziel des Schulvereines darin bestehen, in Gemeinden mit einer deutschen Minderheitsbevölkerung, „wo die Errichtung einer deutschen Schule auf öffentliche Kosten nicht erreicht werden kann, die Bestrebungen der Bevölkerung zur Errichtung deutscher Schulen zu fördern und zur Erhaltung der bereits bestehenden (Schulen) durch Zuschüsse zu den Lehrerbesoldungen und Lehrmittelkosten beizutragen“.
Die erste offizielle Versammlung des Vereins fand am 2. Juli 1880 statt. Zu diesem Zeitpunkt lagen bereits 3.150 Mitgliedsanträge vor, bis Ende des Jahres 1880 traten insgesamt 22.000 Mitglieder dem Schulverein bei.

### Emblem
Emblem des Vereins war ein Wappenschild, der auf den Grundfarben Schwarz-Rot-Gold einen Eichenzweig und eine darüber aufgehende Sonne zeigte.

### Tätigkeit in der späten Monarchie
Nach knapp zehn Jahren waren die Mitglieder in 1.128 Ortsgruppen organisiert und Ende 1889 wies der Schulverein 98.000 Mitglieder auf, die aus allen Schichten der deutschösterreichischen Bevölkerung stammten.
Besondere Unterstützung fand der Deutsche Schulverein durch den steirischen Heimatdichter Peter Rosegger, der u. a. 1909 die Arbeit des Vereins durch seinen berühmten Spendenaufruf „2.000 Kronen mal 1.000 sind 2 Millionen Kronen“ förderte, – bereits vier Jahre später waren über 3 Millionen Kronen auf dem Spendenkonto eingegangen.

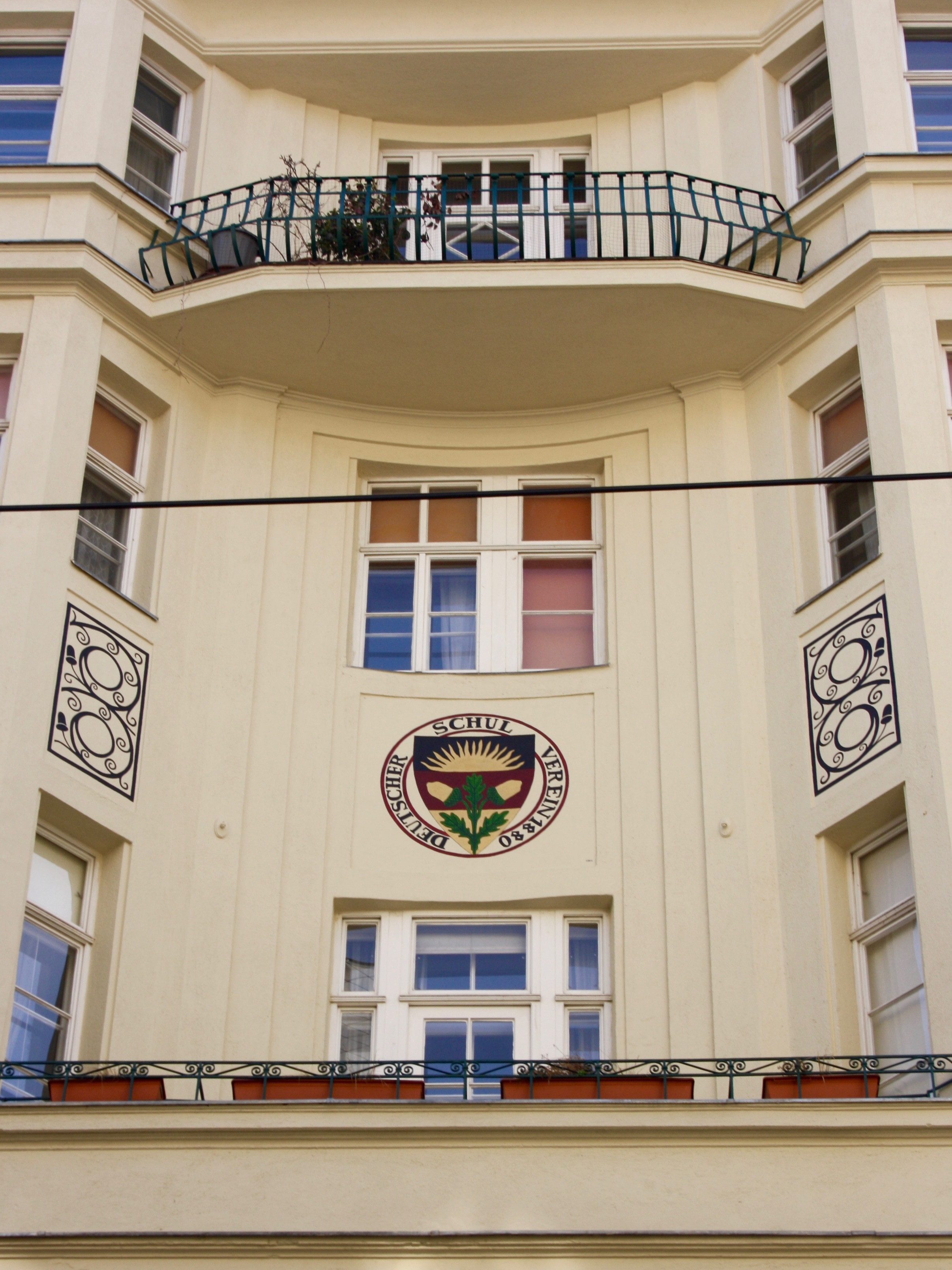
Schulvereinshaus in Wien

1914 konnte im 8. Bezirk Wiens für 400.000 Kronen ein Grundstück der Stadt Wien erworben werden, auf dem das heutige „Schulvereinshaus“ errichtet wurde (Fuhrmannsgasse 18 A). Gestiftet wurde das Gebäude vom mährischen Industriellen und Mäzen Robert Primavesi.
Dem Deutschen Schulverein gehörten Vertreter aller politischen Lager an. Die bekanntesten waren:
- Viktor Adler, Gründer der Sozialdemokratischen Partei Österreichs und der Arbeiter-Zeitung, österreichischer Außenminister und bekennender Anschlussbefürworter im November 1918
- Ludwig Barth zu Barthenau, österreichischer Chemiker
- Johannes Brahms, deutscher Komponist, Pianist und Dirigent
- Carl Wilhelm Christian von Doderer, österreichischer Architekt
- Gustav Groß, Reichsratsabgeordneter der Deutschfortschrittlichen im österreichischen Reichsrat, von 1917 bis 1918 letzter Präsident des österreichischen Reichsrates, 1920–1928 Obmann der Großdeutschen Volkspartei
- Wilhelm von Hartel, Klassischer Philologe und Politiker
- Heinrich Laube, Schriftsteller und Theaterleiter
- Franz Xaver Mitterer, Priester und Schulmann am Südtiroler Deutschnonsberg
- Engelbert Pernerstorfer, Reichsratsabgeordneter und Vertreter der deutschnationalen Richtung in der Sozialdemokratischen Partei Österreichs

Bis 1914 hatte der DSchV 152 eigenbetriebene Schulen und Kindergärten errichtet und 80 Lehrer und 100 Kindergärtnerinnen eingestellt.
Im DSchV waren viele Juden Mitglieder und Förderer, so auch von Anfang an die Freie Wissenschaftliche Vereinigung in Berlin. Deswegen kam es bereits in den 1880er Jahren zu Konflikten mit Anhängern der „Deutschnationalen Bewegung“ Georg Ritter von Schönerers, die die liberale Haltung des DSchV gegenüber Juden prinzipiell störte. Da sich die Schönerianer innerhalb des Vereins mit ihren Ansichten nicht durchsetzen konnten, traten sie, nachdem sich bereits 1885 die akademische DSchV-Ortsgruppe Wien wegen des Konflikts aufgelöst hatte, aus dem angeblich „ganz verjudeten“ DSchV aus und gründeten am 5. Juli 1886 den antisemitischen Schulverein für Deutsche als Gegenorganisation. Einzig positiver Effekt dieser Spaltung war für den DSchV, dass durch den Austritt der Antisemiten die Gefahr einer behördlichen Auflösung gebannt war, denn seit seiner Gründung war der Schulverein als staatsfeindliche Vereinigung verdächtigt und beobachtet worden. Der maßgeblich durch Schönerer beeinflusste Schulverein für Deutsche konnte bis zu seiner behördlichen Auflösung am 30. Juli 1889 rund 180 Ortsgruppen mit 20.000 Mitgliedern an sich binden.

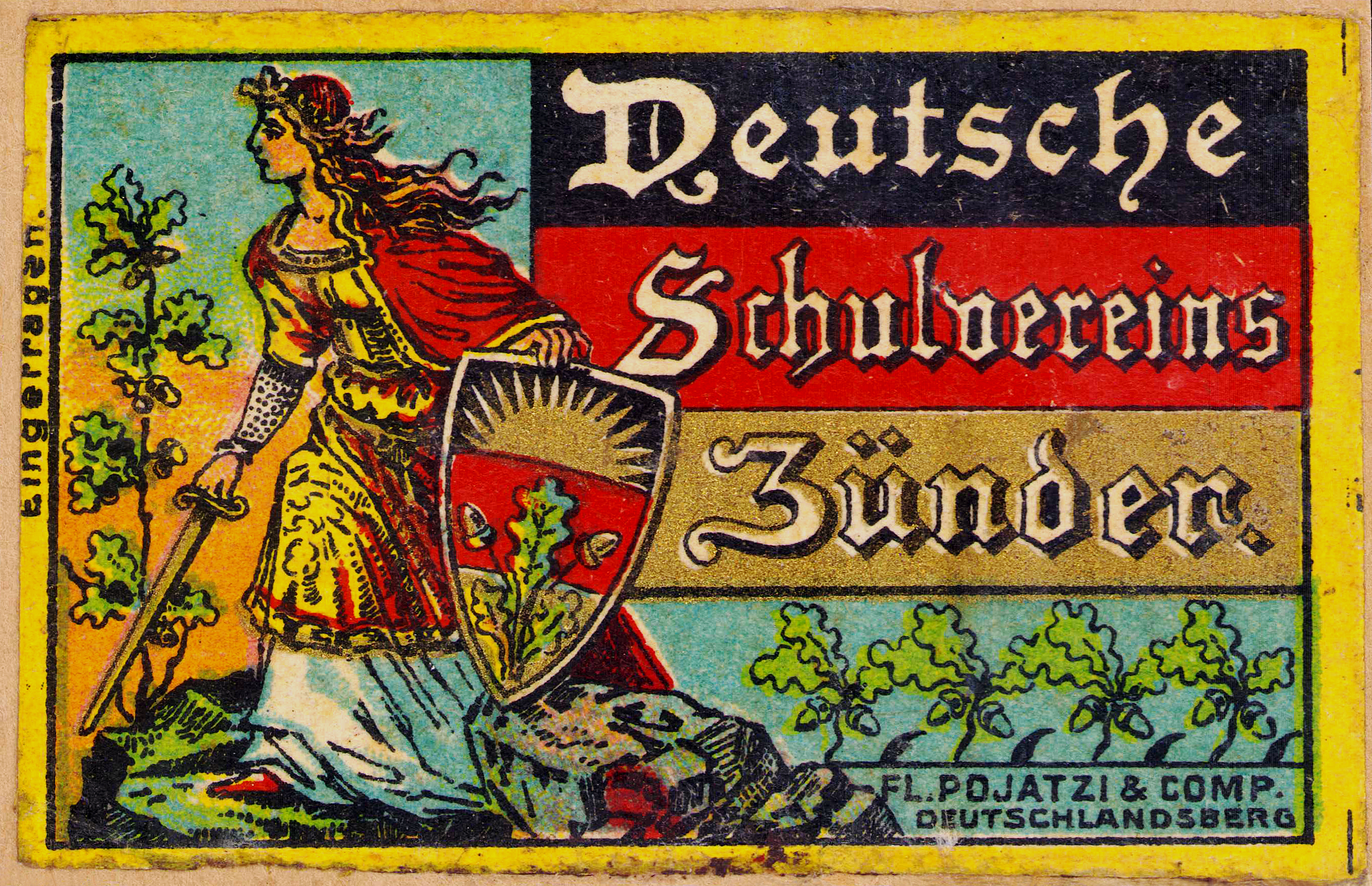
Werbeetikett des Schulvereins auf Zündholzschachtel um 1900

Nach der Auflösung der völkischen Konkurrenzorganisation kehrten dessen Ortsgruppen und Mitglieder mehrheitlich in den Deutschen Schulverein zurück und ließen den Antisemitismusstreit neu aufleben. Die völkischen warfen den deutschliberal gesinnten Mitgliedern „nationale Lauheit“ vor. Außerdem, dass „deren Deutschtum schon beim reinsten Rassejuden anfängt“. 1899 gab die Vereinsleitung schließlich den Widerstand gegen die antisemitischen Kräfte auf und erlaubte die Gründung von nebeneinander existierenden Ortsgruppen am selben Ort, um eine Separierung der unterschiedlichen Auffassungen zu ermöglichen. Die Antisemiten sammelten sich daraufhin in eigenen DSchV-Sektionen.
Trotzdem behielt sich die Leitung des Deutschen Schulverein ihren mehrheitlichen altliberalen Charakter und unterstützte bis 1918 deutsch-jüdische Schulen. Im Kulturkampf mit den Schulbestrebungen anderer Nationalitäten, die anfangs die Tätigkeit und Struktur des Deutschen Schulvereins kopiert hatten, zeigte sich der Schulverein im Prozess der Demokratisierung an der Jahrhundertwende trotz seiner geographisch breit angelegten Tätigkeit als mehr konfliktbehaftet und weniger dynamisch. Er blieb aber dennoch der wichtigste zivilgesellschaftliche Akteur des deutschen Minderheitsschulwesens in Cisleithanien, der mit bei den Schulerrichtungen auch mit anderen deutschen Schutzvereinen wie etwa dem Deutschen Böhmerwaldbund, dem Bund der Deutschen in Böhmen oder dem Deutschen Volksrat für Böhmen zusammenarbeitete.
Der Deutsche Schulverein war auf dem Gebiet der österreichischen Reichshälfte tätig, insbesondere aber in gemischtsprachigen Gebieten, wo die Bevölkerung durch eine Schulerrichtung an die deutsche Sprache, Kultur und Politik gebunden werden sollte. So betätigte sich der Verein in Böhmen, Mähren, Schlesien, in der Steiermark, der Krain oder in Galizien.

### Nach dem Ersten Weltkrieg
Nach dem Ende des Ersten Weltkrieges und dem Zerfall der Habsburgermonarchie wurde in der 1918 gegründeten Tschechoslowakei 1919 der „Deutsche Kulturverband“ gegründet, der als Rechtsnachfolger des Deutschen Schulvereins auf dem Gebiet der neu errichteten Tschechoslowakei galt.
In der Republik Österreich schlossen sich 1925 der Deutsche Schulverein und die „Südmark“ zum Deutschen Schulverein Südmark zusammen und traten als Gliederung dem reichsdeutschen „Verein für das Deutschtum im Ausland (VDA)“ bei. Viele Mitglieder des DSchV standen politisch der Großdeutschen Volkspartei nahe, während Mitglieder des „Schulvereines für Deutsche“ vor allem in der Deutschen Nationalsozialistischen Arbeiterpartei ihre politische Heimat fanden.
Am 13. März 1938 kam das Ende des Deutschen Schulvereines Südmark: Mit dem „Anschluss“ Österreichs (danach umbenannt in „Ostmark“) wurde der Verein aufgelöst und seine Mitglieder in den reichsdeutschen „Volksbund für das Deutschtum im Ausland (VDA)“ überführt. 1945 ging durch einen Bombentreffer das Vereinsarchiv verloren.
Als Nachfolgeorganisation betrachtet sich der 1952 in Graz wiedergegründete Verein Südmark.

## Vorbildfunktion für andere Schutzvereine
Der Deutsche Schulverein war Vorbild für folgende Schutzbünde, die sich ebenfalls dem bedrohten Grenz- und Auslandsdeutschtum widmeten:
- Allgemeiner Deutscher Schulverein (ASchV), der 1881 aus den reichsdeutschen Gruppen des Deutschen Schulvereins in Berlin gegründet wurde und 1909 in „Verein für das Deutschtum im Ausland (VDA)“ umbenannt wurde.
- Südmark, die 1889 in Graz gegründet wurde.

Diese beiden Organisationen galten offiziell als Schwesterverbände des DSchV und wurden aktiv von diesem unterstützt, jedoch bestanden ideologische Unterschiede. Der Deutsche Schulverein galt als weitgehend bürgerlich-liberal, während der Verein Südmark eindeutig völkisch ausgerichtet war.
Die Sprachkämpfe der Deutschen an den Grenzen des Deutschen Sprachgebietes brachte eine Vielzahl von Schutzbünden hervor, die in ihren Zielen dem DSchV, dem ADSchV und der Südmark sehr ähnlich waren:
- Deutscher Böhmerwaldbund
- Bund der Deutschen in Böhmen
- Bund der Deutschen in Nordmähren
- Bund der Deutschen in Südmähren
- Nordmark
- Bund der Deutschen in Niederösterreich
- Verein der christlichen Deutschen in Galizien
- Tiroler Volksbund

Da sich die Schutzvereine im Zuge der Los-von-Rom-Bewegung oft antiklerikal verhielten, so hatte der Deutsche Schulverein die Gründung dezidiert katholischer Ortsgruppen etwa verboten, gründete sich aus dem Umfeld des Cartell-Verbandes im Frühjahr 1909 der Schutzverein Ostmark, der bereits nach einem Jahr gut 10.000 Mitglieder aufwies.
Auch die Kirchen begannen, Schutzbünde aufzubauen, die dem Schulverein sehr ähnlich waren, aber im Gegensatz zu diesem nur rein kirchenpolitische Ziele verfolgten.

## Vereinspublikationen

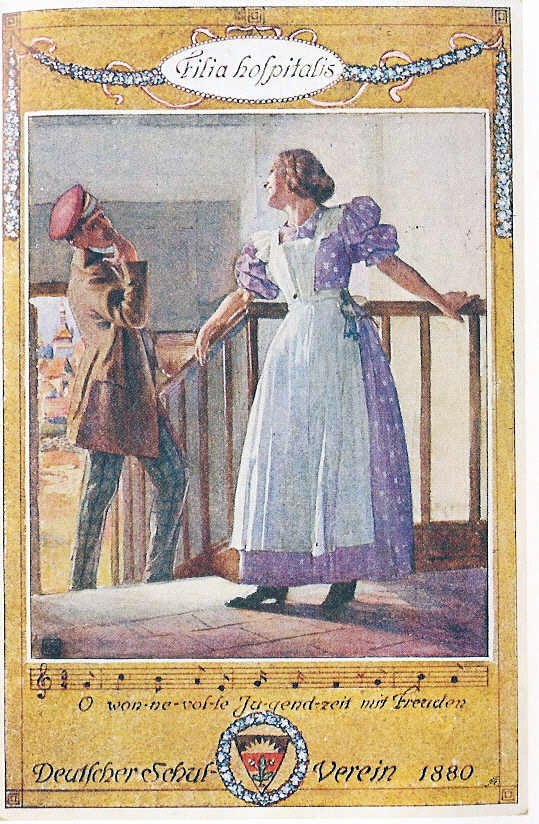
Typische Bildpostkarte des Schulvereins mit Bezug auf ein bekanntes Studentenlied

Als Vereinspublikation gab der Deutsche Schulverein bis 1902 die Vereinszeitschrift Mitteilungen des Deutschen Schulvereins, seit 1903 bis 1920 den Getreuen Eckart als „Monatsschrift für die Gesamtinteressen deutscher Schutzarbeit“ heraus.
1923 wurde der Getreue Eckart in eine Familienzeitschrift umgewandelt, die bis 1943 erschien.
Ein weiteres wichtiges Propaganda- und Finanzierungsmittel des Schulvereines war – neben den Verschlussmarken für Briefe (häufig als sogenannte Wehrschatzmarken bezeichnet) – die Herausgabe von Bildpostkarten mit „vaterländischen“ Motiven. Außerdem ließ der Schulverein verschiedenste Verkaufsgegenstände wie Streichhölzer, Souveniergegenstände, Seifen usw. herstellen.

## Nachfolgeorganisation
Nachfolgeorganisation des DSchV wurde nach dem Zweiten Weltkrieg die „Österreichische Landsmannschaft“.

## Nachtrag
1955 wurde der DSchV wiederbegründet. Er hat heute den Status eines Traditionsverbandes innerhalb der ÖLM, da er seine ursprüngliche Schutztätigkeit an diese abgetreten hat.